# 多久西パーキングエリア
多久西パーキングエリア（たくにしパーキングエリア）は、佐賀県多久市にある長崎自動車道のパーキングエリア。

## 道路
- E34 長崎自動車道

## 施設

### 上り線（鳥栖方面）
- 駐車場
  - 大型17台
  - 小型33台
  - 二輪4台
- トイレ
  - 男性 大3（和式1・洋式2）・小10
  - 女性 10（和式4・洋式6）
  - 車椅子用 1
- スナック（10:00 - 19:00）
- ショッピング（8:00 - 20:00）
- 自動販売機
- 携帯電話充電器（8:00 - 20:00）
- 無線LANスポット

### 下り線（長崎方面）
- 駐車場
  - 大型17台
  - 小型36台
  - 二輪4台
- トイレ
  - 男性 大3（和式1・洋式2）・小10
  - 女性 10（和式4・洋式6）
  - 車椅子用 1
- スナック（10:00 - 19:00）
- ショッピング（8:00 - 20:00）
- 自動販売機
- 携帯電話充電器（8:00 - 20:00）

## 高速バスの休憩
長崎発着の高速バスの休憩場所で、以下の路線が休憩する。
- 福岡-長崎線（九州号、九州急行バス運行）の一部（スーパーノンストップを除く）
- 長崎-熊本線 りんどう号
- 長崎-大分線 サンライト号
- 長崎-宮崎線 ブルーロマン号

## 隣
E34 長崎自動車道
(5) 武雄北方IC - 多久西PA - (4) 多久IC